# Tecophilaeaceae
Tecophilaeaceae је фамилија монокотиледоних биљака из реда Asparagales, која обухвата 9 родова. Статус фамилије није присутан у свим класификационим схемама, али новија филогенетска истраживања указују на монофилетску природу ове групе. Класификације APG (1998), APG II (2003) и APG III (2009) препознају ову фамилију као засебну, и у њу укључују и род Cyanastrum. Биљке ове фамилије насељавају Африку и западне делове Северне и Јужне Америке. 